# Congreso (banda)
Congreso es una agrupación musical chilena de estilo fusión latinoamericana fundada en Quilpué en 1969, y liderada por Sergio "Tilo" González. En sus más de 50 años de trayectoria cuentan con 18 álbumes de estudio y 4 álbumes en vivo, incluido un DVD. Comenzaron su carrera a fines de los años 1960 ligados al movimiento musical de la Nueva canción chilena, sin embargo con la llegada de la dictadura militar y las restricciones culturales de la época, sumado a la gran vocación instrumental de sus integrantes, evolucionaron hacia el rock progresivo, y luego hacia un sonido de fusión que incorporaba además elementos del jazz fusión, de la música contemporánea, del pop, y de la música étnica, sonido denominado por ellos como la Nueva música latinoamericana, y así transformándose en un pilar fundamental de la música popular chilena. Se han ganado el reconocimiento nacional e internacional tanto del público como crítica especializada, por sus refinadas composiciones musicales, como también por sus letras de fuerte contenido social. Conformó en su primera etapa, junto con Los Jaivas y Los Blops, en una de las bandas esenciales en el nuevo sonido progresivo chileno y la Chilenización del Rock.

## Reseña
Hablar de los paisajes o lugares que se hallan presentes en el trabajo de Congreso es una tarea difícil. Se podría decir que toda la extensión de Chile se pasea por su música, nunca dejando de sorprendernos, desde el politonal altiplano nortino, a las grandes ciudades como Santiago y Valparaíso, a los bosques y lagos del sur, hasta la inmensa Patagonia, su música siempre encuentra un hogar.
Estos paisajes y lugares son visitados por la música y se dejan introducir a través de las canciones, las palabras, las mezclas, para transformarse en voces, ritmos, sonidos, que nos obligan a escuchar y descubrirlos.
Congreso nace el año 1969 en la ciudad de Quilpué. Desde entonces se ha desarrollado en la búsqueda de un lenguaje renovado para la expresión de la música popular latinoamericana, conjugando elementos de origen étnico con formas y estilos de variadas corrientes contemporáneas.

## Historia

### Inicios como grupo de rock folclórico (1969-1978)

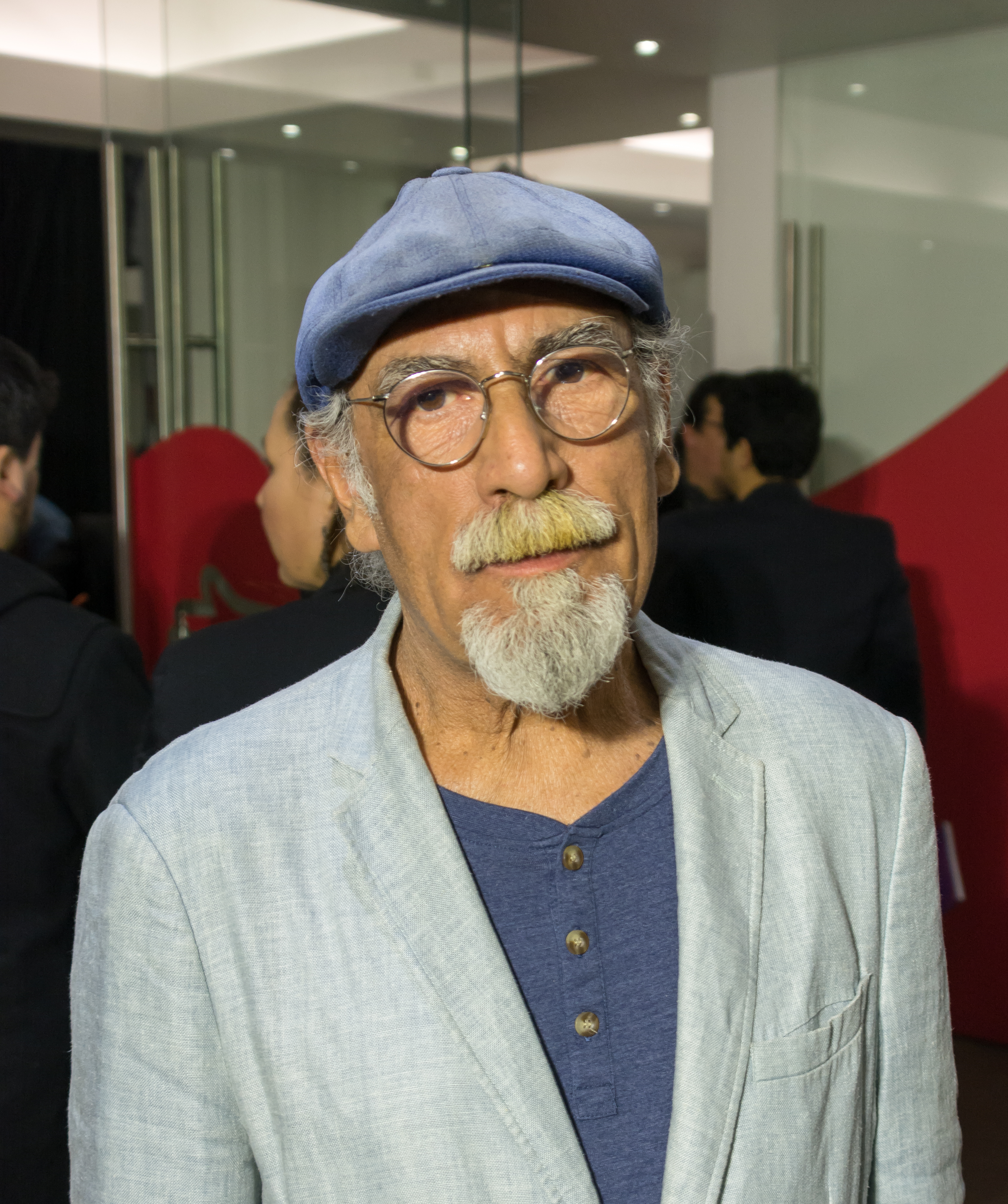
Pancho Sazo en 2019. Vocalista fundador de la banda.

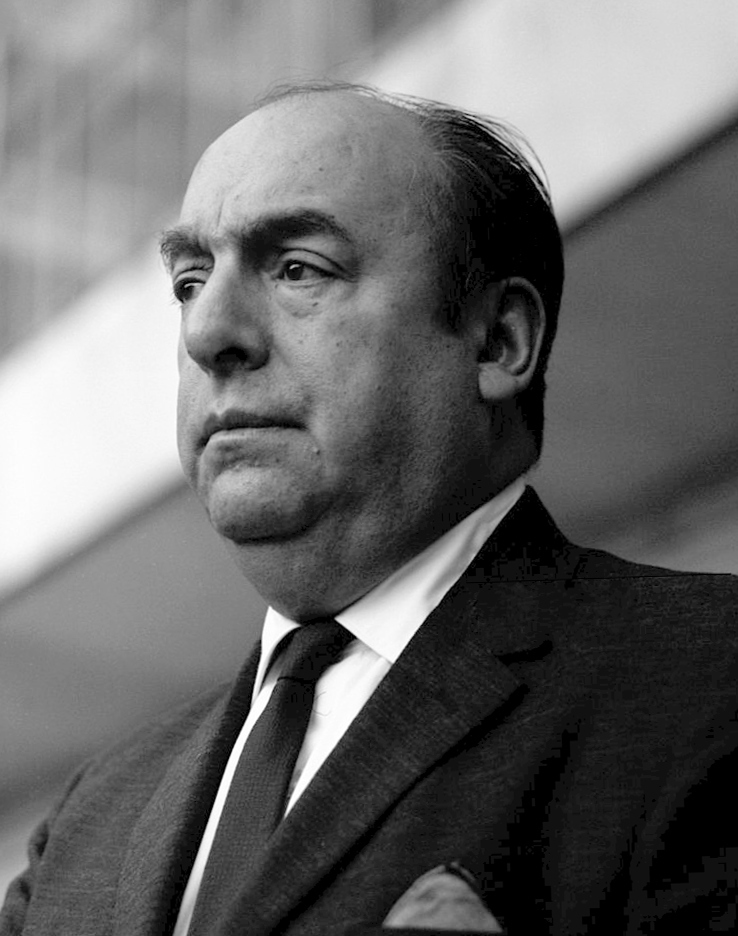
El primer álbum contó con la musicalización del poema Maestranzas de Noche de Pablo Neruda.

Las raíces de Congreso están en 1964, año en el que comenzaron a trabajar sobre el núcleo de los tres hermanos González, de Quilpué: Patricio, Sergio y Fernando; junto al bajista Fernando Hurtado. Ellos formaron un grupo de rock escolar que se llamó Los Stereos; luego Los Shadows y, finalmente, Los Masters. Durante ese período se dedicaron a hacer covers instrumentales para canciones de rock en inglés. En forma paralela a Los Jaivas, comenzaron hacia 1969 a experimentar con instrumentos autóctonos de origen étnico. Con la incorporación del bajista y cantante Francisco Sazo, proveniente de la banda beat Los Sicodélicos, el nuevo conjunto completó su formación. Desde entonces se llaman Congreso. El origen de Congreso entonces resulta de la mezcla de estos dos grupos, influenciados como muchos de su generación, por el pop rock de Los Beatles. Sin embargo, los nuevos aires latinoamericanistas orientarán la música del quinteto hacia un nuevo estilo de rock, delineado por bandas como Los Jaivas en Viña del Mar y Los Blops en Santiago.
Ese rock de toques folclóricos describe las primeras canciones de 1969, trabajadas principalmente con flautas dulces, aerófonos andinos y charangos, además de ritmos pop como la fundamental "vamos andando mi amigo", que es una versión de la juventud hippie a este lado del mundo en la era de Woodstock.
En 1971 editaron El Congreso, su primer álbum, que incluyó un tema basado en el poema de Pablo Neruda “Maestranzas de Noche”, y otros clásicos, según una fórmula que los llevó a presentarse en el Festival de la Nueva Canción Chilena ese mismo año (en el Teatro Municipal de Santiago). Los hermanos González resolvieron entonces ingresar a estudiar en el Instituto de Música de la Universidad Católica, lo cual entrampó su trabajo grupal, aunque sin interrumpir sus presentaciones en vivo.
El golpe militar de 1973 truncó el proceso de grabación de su segundo disco, Terra Incógnita, lanzado recién dos años más tarde y con una difusión escasa, dado el cierre de espacios culturales. La banda no bajó sus brazos, y se convirtió en una de las pocas agrupaciones que continuó trabajando en Chile durante los primeros años de la dictadura.
Música de fusión y letras casi crípticas fueron sus códigos para sobrevivir a la rigurosa vigilancia estatal: "Cuatro jinetes negros / pasan volando / Van levantando noche / niebla y espanto", dicen en la "Cueca del apocalipsis" (fragmento del tema "Arcoiris de hollín"), incluido en el álbum Congreso en 1977, también conocido además como "el disco café" y en una clara alusión a la Junta Militar. Dos años después grabaron la Misa de Los Andes, que no alcanzó gran difusión y antecedió el primer desperdigamiento del grupo, cuando tres integrantes, Fernando Hurtado, Renato Vivaldi y el vocalista y letrista Francisco Sazo, se salen del grupo. Este último por viajar a Bélgica para hacer un doctorado en filosofía.

### Cambio de integrantes y giro hacia el rock progresivo (1979-1984)

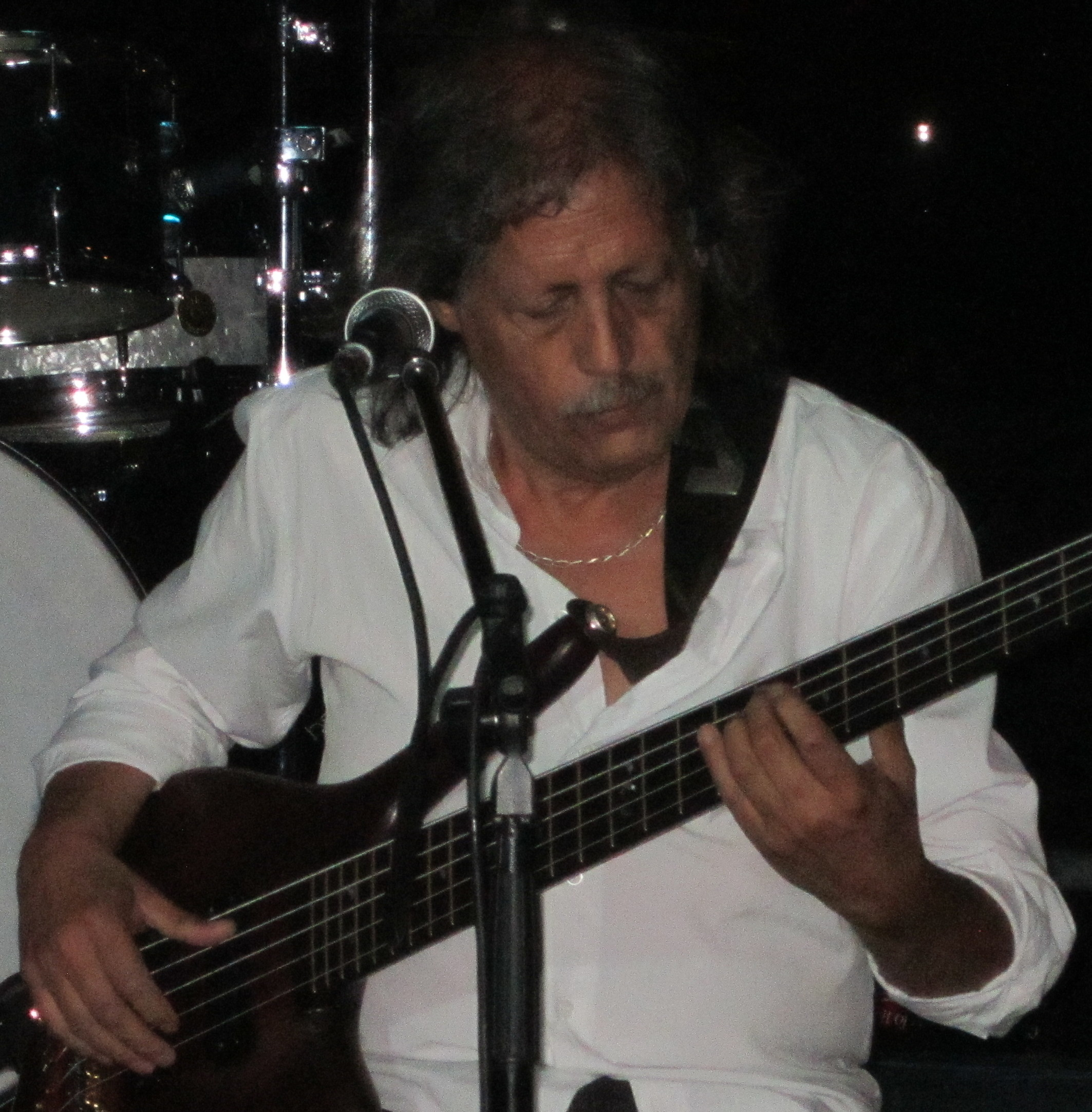
Ernesto Holman fue el bajista durante este período y dejaría un imborrable sello.

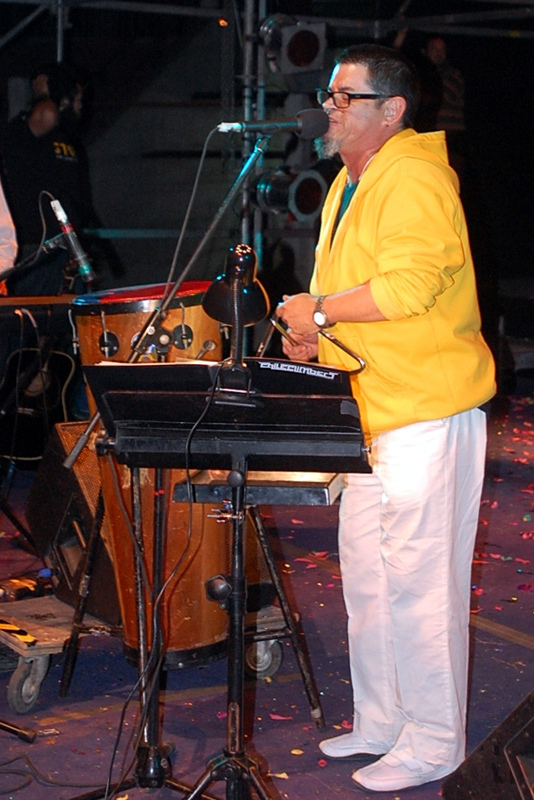
Joe Vasconcellos vocalista principal de la banda entre 1980 y 1984, en reemplazo de Francisco Sazo.

La ida de parte del grupo reducen el poder del grupo inserto en plena dictadura, con canciones protesta camufladas entre poéticas letras y complejidades musicales. Los tres hermanos González tardaron más de un año en rearmar el grupo mientras se mantienen trabajando como músicos de apoyo de orquestas televisivas, y músicos como el pianista argentino Raúl di Blasio. Así conocieron al joven chileno-brasileño Joe Vasconcellos, cuyos intereses latinoamericanistas y su formación musical pensaron que le daría un nuevo aire al proyecto. Junto a él completaron la nueva formación de Congreso.
A la banda ya se había integrado hacía poco el pianista Aníbal Correa y el bajista Ernesto Holman, quien no solo era un viejo conocido de Tilo González de sus épocas universitarias en el puerto, sino que además se habría de convertir en uno de los hombres más representativos del nuevo sonido de fusión del grupo. Vasconcellos asumió entonces como letrista, y con ese esquema Congreso publicó Viaje por la cresta del mundo (1981), uno de sus más sólidos trabajos, con algunas de las composiciones más desafiantes de Tilo como "Viaje por la cresta del mundo", "Hijo del diluvio" o "El descarril" entre otras, aunque el reconocimiento público llegaría a la inclusión de una simple canción, la ya clásica "Hijo del sol luminoso" escrita por Joe Vasconcellos. Congreso da entonces un claro giro hacia el rock progresivo, pero siempre conservando su estilo latinoamericanista.
Moviéndose entre los escenarios de la Nueva Canción Chilena, espacios rockeros que se abrían en esos años y circuitos universitarios, Congreso consolidó en ese nuevo contexto su nombre como una banda fundamental de la escena chilena. Con su disco, Ha Llegado Carta (1983) deambularon por muchos escenarios, y fueron contratados por CBS-Argentina para registrar una nueva producción.
La salida de Vasconcellos llevó al grupo a centrar su repertorio en temas instrumentales, con los que dieron vida a Pájaros de Arcilla (1984). En este año se integra el saxofonista porteño Jaime Atenas proveniente del grupo Ensamble Jazz-Fusión. Este disco es uno de los más aclamados por la crítica especializada de toda la historia de Congreso, sin embargo apenas circuló a este lado de la cordillera, por lo que los alejó del público local, generando una nueva crisis que se zanjó poco después con la reincorporación de Sazo (para entonces, ya doctor en Filosofía, luego de años de estudio en Europa)

### Regreso de Sazo y retorno a la democracia (1985-1990)

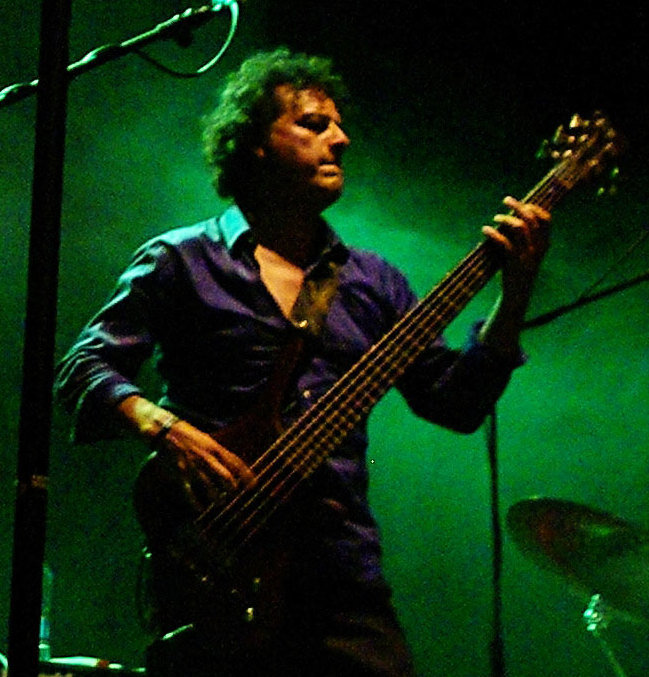
Jorge Campos se integró al grupo en 1986 y participaría por 20 años

Un nuevo disco refrescaría el estilo de la agrupación, convirtiéndose en un referente obligatorio del nuevo Congreso: Estoy que me muero (1986), volviendo a un estilo más popular, nuevamente con letras creadas por Sazo. Además, el baterista Sergio Tilo González, líder de la banda, había reclutado a dos jóvenes músicos de Fulano (el tecladista Jaime Vivanco y el bajista eléctrico Jorge Campos), dándole un tercer impulso a la banda. Congreso se orienta a la fusión con finos toques de jazz, siempre a su manera particular, con canciones como "Súbete a la vereda", "La isla del tesoro" y "Calipso intenso, casi azul" entre otras.
Con formación renovada, Congreso recorrió Chile durante 1987. Fruto de esa gira salió el cassette doble Gira al Sur, que se distinguió por su acento en ritmos bailables, canciones luminosas y una colorida puesta en escena, con los que la banda cosechó toda la fama desparramada en veinte años de historia. El tema "Calypso intenso, casi azul" fue el emblema de la nueva etapa, cuyo desarrollo y popularidad coincidió con el plebiscito de 1988 que definió la salida de Augusto Pinochet de La Moneda, y el retorno de la democracia a Chile.
En ese camino editaron Para los arqueólogos del futuro (1989), uno de los discos de más ágil ritmo en su historia, y en el que cantaron sobre libertad racial, ironizaron, jugaron, y desplegaron todos sus recursos instrumentales. Según Sazo, el álbum "apunta a la capacidad de olvido de los latinoamericanos. El olvido para con los muertos, especialmente con los del último tiempo". Temas como "Para la libertad" o "El trapecista" alcanzaron alta rotación radial, especialmente "En todas las esquinas" que se transformó en uno de los temas emblemáticos de la llegada de la democracia. El disco fue el primero del grupo en alcanzar la categoría "de oro" (por 15 mil copias vendidas). Congreso conservó la fórmula en el disco siguiente, Aire Puro (1990); pero el eco masivo fue, esa vez, más moderado. El acierto de este período fue incluir temáticas que resonaban en quienes vivían con pasión la transición chilena a la democracia, como en el tema "Aire puro", lo que les permitió participar del mítico concierto Desde Chile... un abrazo a la esperanza de Amnistía Internacional en 1990 junto a connotados artistas internacionales.

### Música conceptual (1991-1994)

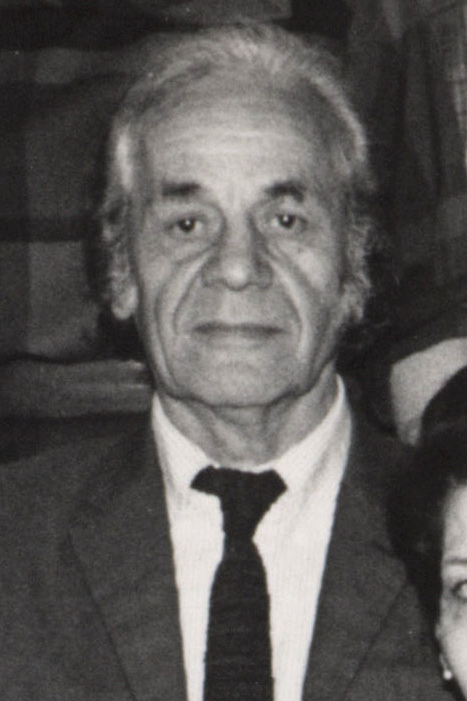
El álbum Pichanga de 1992 fue creado junto al poeta Nicanor Parra, para la Convención sobre los Derechos del Niño.

Dos discos conceptuales, de escasa comprensión masiva pero alto desarrollo musical, fueron sus siguientes trabajos, ambos editados en 1992. Pichanga era una obra desarrollada sobre la base de poemas de Nicanor Parra, basada en la Convención sobre los Derechos del Niño, en el cual se involucran instituciones como UNICEF, Raddabarnen de Suecia, Terranova de Italia, y el Ministerio de Educación de Chile. Los Fuegos del Hielo se compuso para un ballet moderno, en referencia a la extinción de las etnias del extremo sur de Chile como las Kawésqar, Aonikenk, Yaganes y Selknam. La obra se expuso en Teatro Municipal de Santiago como también en el Festival de Itálica en Sevilla, España, y en el Opera de Budapest, en Hungría, entre muchos otros lugares del Viejo Continente. Cada uno de estos trabajos resultó complejo para el gran público, ratificando la escasa vocación comercial de Congreso. Si bien el grupo se alejó de rankings y listas de ventas, mantuvo cerca a un público de alta fidelidad.
Dedicados a sus oficios musicales por separado, los integrantes de la banda bajaron durante un tiempo la intensidad de su creación conjunta hasta 1994, cuando, a través de 25 Años de Música (un álbum en vivo, con invitados destacados como Isabel Parra, Inti-Illimani, Eduardo Gatti, el argentino León Gieco y varios exintegrantes del grupo), repasaron su historia en más de cuatro horas ininterrumpidas de música.

### La nueva música latinoamericana y muerte de Vivanco (1995-2003)

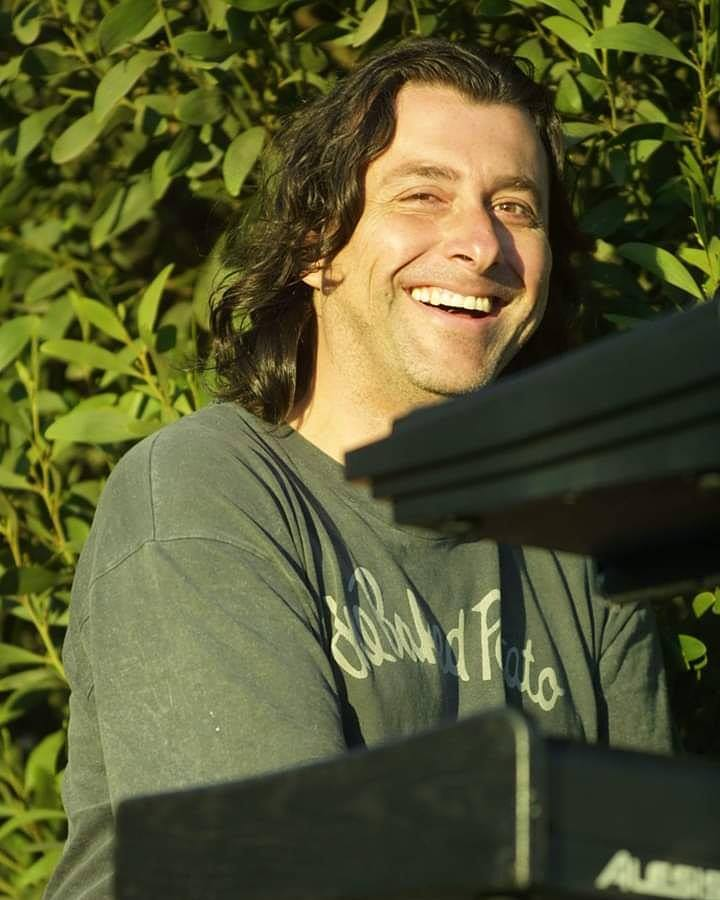
Jaime Vivanco, tecladista entre 1985 y 2003.

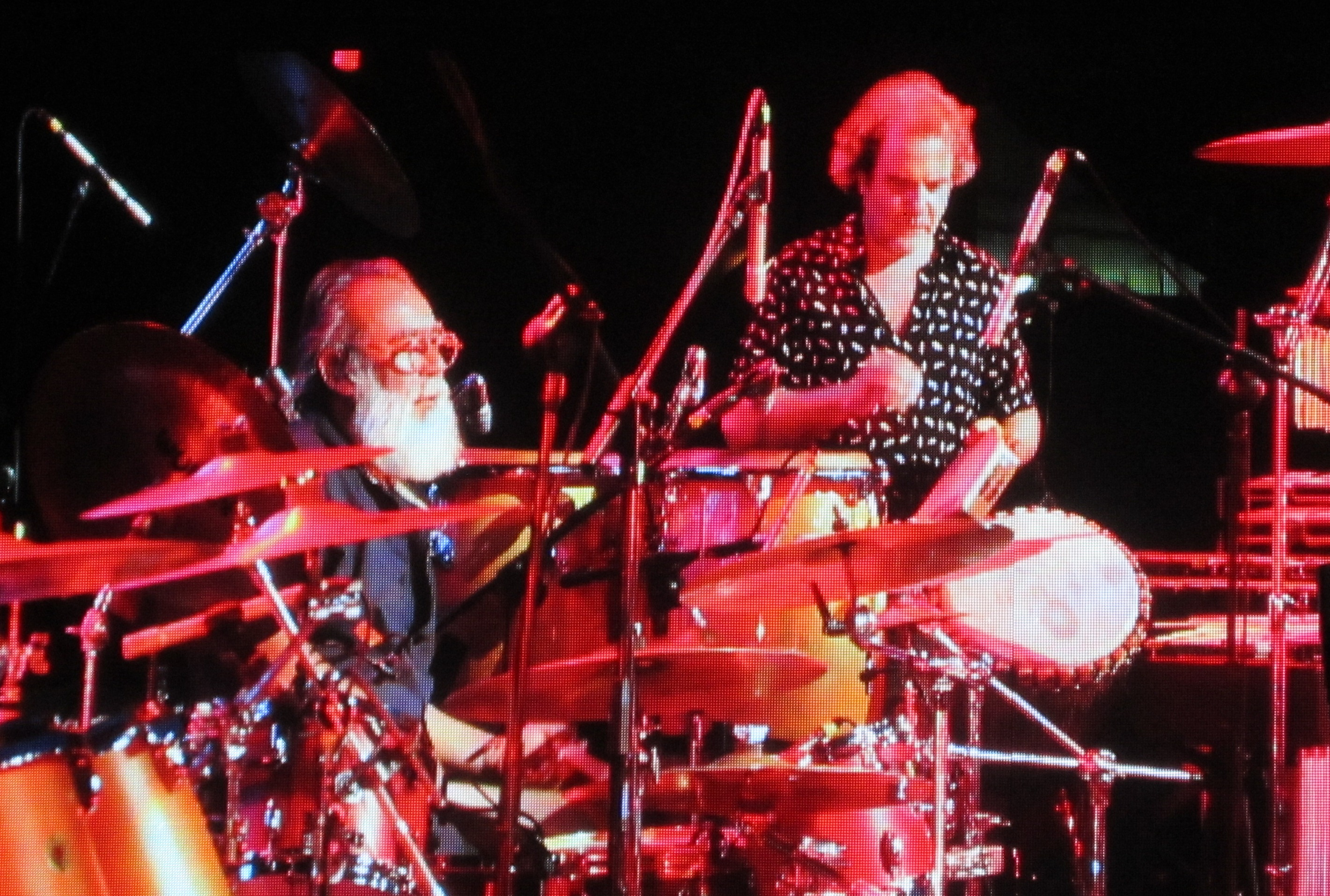
Tilo González fundador y compositor, junto a Raúl Aliaga, encargados de la percusión del grupo

Dos años más tarde de aquel álbum en vivo, se registraron dos nuevos trabajos originales en 1997: Por amor al viento y Mediodía. El primero fue editado en forma independiente, debido a la mala relación que para entonces la banda había desarrollado con las casas discográficas, y en un ejercicio que sin embargo tampoco trajo gran impacto masivo. Mediodía, en tanto, incluyó tomas en vivo para algunas de sus más fuertes canciones.
Desde la década del noventa en adelante, muchos de los hombres más emblemáticos de Congreso desarrollan proyectos musicales en paralelo. Tilo González trabaja como productor de Magdalena Matthey y musicalizando documentales. Jaime Atenas trabaja junto al Cuarteto Latinoamericano de Saxofones, Jaime Vivanco y Jorge Campos continúan trabajando en Fulano, mientras este último además lidera varios proyectos de rock experimental y jazz fusión. Gracias a que cada uno de los "congresistas" tienen labores musicales por separado, se demoró la grabación del siguiente disco. En el 2001, y con 32 años de existencia, deciden lanzar un nuevo disco inaugurando una etapa distinta, por lo que editan a fin de ese año, su nuevo elepé, La loca sin zapatos. Es una excelente oportunidad de reencuentro del público con el grupo. El trabajo de Pancho Sazo en "La Loca sin Zapatos" es notable, ya que, sigue haciendo grandes letras como "Pasillo de amor", un tema lento, en la línea de "Nocturno" donde se cuenta la historia de amor de una prostituta y su cliente. En el disco además se incluye la versión de "Angelita Huenumán" de Víctor Jara, que ya había aparecido en el disco tributo al inmortal artista y "Farewell", con textos de Pablo Neruda que pertenece a la obra "Los poetas de Chile". Para aquel entonces, EMI había caducado el contrato con Tilo y la relación estaba muy tirante. Bajo este coyuntura, Tilo González crea su propio estudio de grabación y sello para entrar en la onda de la autogestión. Es así que crea su productora "Macondo" y sello independiente "Macchi", el cual estrena la nueva placa y es distribuido por Sony Music. Durante años, el conjunto perteneció a los sellos EMI y Alerce.
Y llega el fatídico año de 2003. Mientras en la capitalina Estación Mapocho se velaban los restos de Eduardo "Gato" Alquinta, otra noticia remeció el ambiente musical criollo: Jaime Vivanco de 42 años, compositor y tecladista de Congreso y Fulano, entre otros grupos, era encontrado muerto en su casa de la comuna de Recoleta el 17 de enero. En el velatorio, "Tilo" González, notoriamente afectado, comentó: "en estos momentos no hay nada que decir, estoy muy triste, desolado. Es un duro golpe, que sentimos con gran fuerza". Algunos meses después del fatídico hecho, Tilo decide el nombre del reemplazante de Jaime. Sebastián Almarza es el elegido para enfrentar tal desafío.

### Reformación y giras (2004-2010)

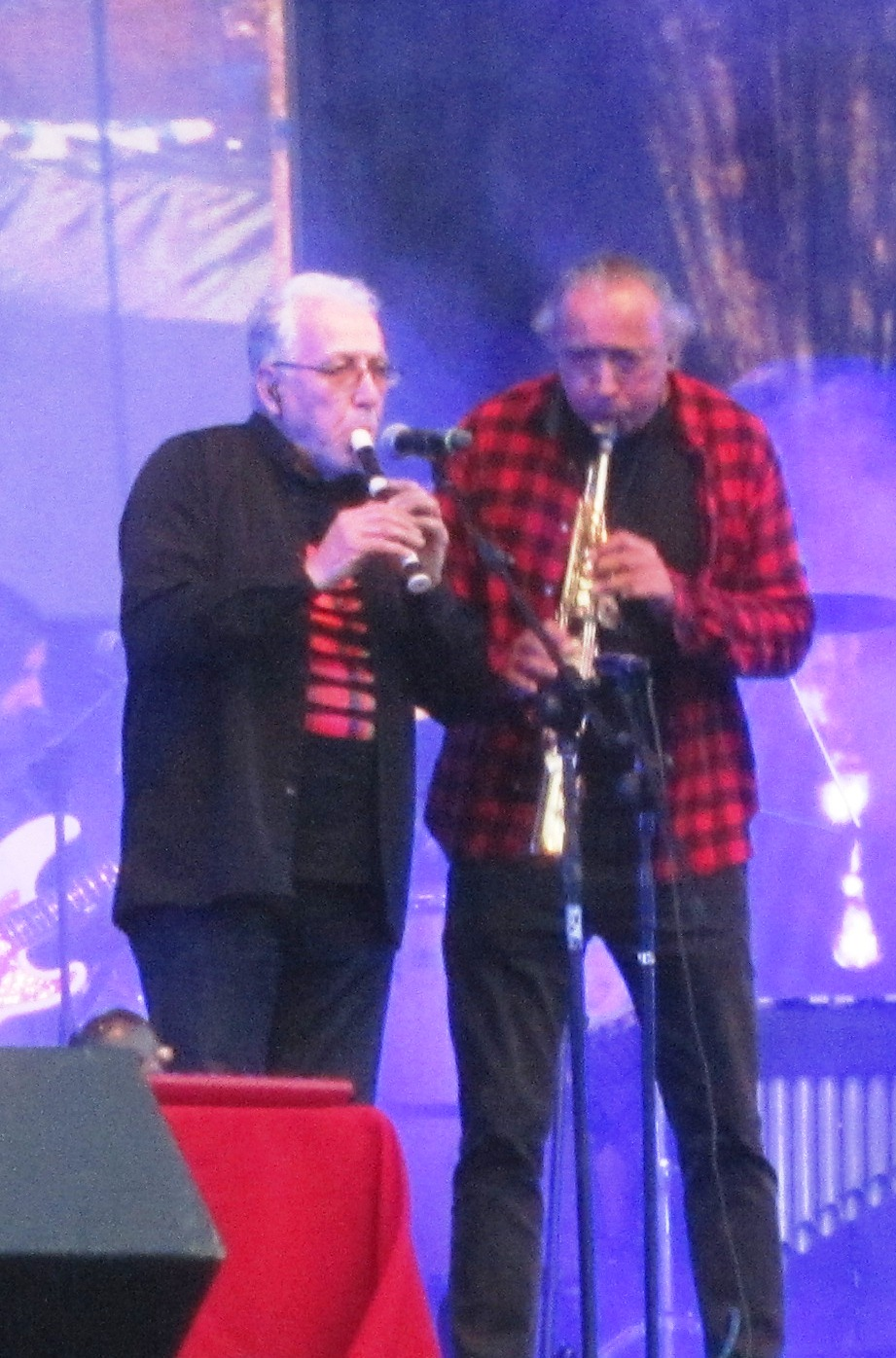
Hugo Pirovich desde 1977 y Jaime Atenas desde 1984, los principales vientistas de la banda

Ante la escasa difusión de la música de Congreso en Chile, deciden buscar mejor suerte en el extranjero y gestionan acciones para la internacionalización del conjunto. Congreso se lanza de gira en Estados Unidos con propuestas alentadoras que incluye su participación en un festival de jazz internacional y la posibilidad de distribuir la discografía completa en Norteamérica. Fue entonces que el grupo inició por fin su proyección internacional, contemplando sobre todo el circuito universitario estadounidense y escenarios de la llamada "world music". Allí se ganó Congreso un nuevo espacio, que siguió explorando durante muchos años. En tierra norteamericana estuvieron en los estados de Montana, Nebraska, Texas, California y Luisiana, donde ofrecieron conciertos, jams sessions e incluso dieron clases magistrales, destacable es la participación de Jorge Campos, quien habló sobre técnicas de bajo en el Institute Jazz of Music de la Universidad de California en Berkeley, y la intervención de Hugo Pirovic, en el Myrna Loy Center con una charla sobre flautas e instrumentos étnicos. Así, un cronista en una de las giras a Estados Unidos relataba su sorpresa al darse cuenta de que se transmitieran discos completos de Congreso por la radio en New Orleans, como fue el caso de La loca sin zapatos y Los Fuegos del Hielo.
El grupo siguió su camino, y dos años después del último álbum, editó otro disco en vivo Congreso de exportación, con el registro de su presentación a tablero vuelto en el capitalino Teatro Oriente. La convocatoria demostró que la banda, pese a la lejanía de los medios masivos, cuenta con un significativo y leal séquito de público. Congreso de Exportación, alude lúdicamente, según Tilo, a los tratados comerciales con Europa y Estados Unidos, y también a su próximo viaje. Su prestigio internacional tiene eco en Chile por lo que son invitados a participar en el XLVI Festival Internacional de la Canción de Viña del Mar, sin hacer concesiones, y en una muestra de la perseverancia y vigencia de su fórmula. Congreso pasa por un buen momento gracias a su reconocido cedé en vivo, premiado con un Altazor.
El día sábado 18 de junio de 2006 es un día que difícilmente será olvidado, ya que ante un teatro lleno, Jorge Campos se despidió del grupo Congreso. Tras 20 años de una historia conjunta, Jorge Campos, se marchó. El show de la noche de ese sábado en el Teatro Oriente de Santiago constituyó su adiós al público chileno y también al Congreso. Los nuevos desafíos profesionales y musicales, le exigían cerrar el ciclo con Congreso y partir para dar curso a nuevos proyectos solistas en Inglaterra. Al evento llegaron unas 1200 personas, que repletaron el recinto donde el bajista tocó por última vez en Chile, antes de viajar para radicarse en el Reino Unido. Tras la exitosa presentación de despedida, Congreso inició una pequeña gira por Europa que llevó al conjunto a París y Bruselas. Federico Faure es el llamado por Tilo para formar parte de la nueva formación de Congreso
En 2007 realizan un memorable concierto en el Centro Cultural Estación Mapocho el cual reunió a todos los integrantes que alguna vez formaron parte de congreso desde sus inicios en 1969 menos Jorge Campos. Luego de 9 años alejados de los estudios de grabación, en julio de 2010 lanzan al mercado Con los ojos en la calle como resultado de este camino de regreso a los escenarios. El disco cuenta con canciones de Tilo González y Francisco Sazo, y con invitados como los brasileños Lenine y Ed Motta, además de la cantautora chilena Magdalena Matthey, editando así el primer álbum con la nueva formación.

### Reinterpretaciones y nuevo álbum (2011-2018)
Los días 20 y 27 se abril de 2012 Congreso realiza un concierto doble en el Centro Cultural Matucana 100 elaborado a partir de una votación en internet seleccionando los 20 a 23 temas más votados de un total de 70 posibles. El concierto fue grabado y filmado para su realización en DVD. Finalmente el lanzamiento del DVD titulado Congreso a la carta se realizó el 1 de septiembre en un concierto en el teatro oriente significando el trabajo audiovisual más importante de la banda.
En enero de 2014, el proyecto "Congreso Sinfónico" finalmente sale a la venta en CD luego de cuatro años de presentaciones en vivo celebrando los 40 años del grupo, interpretadas junto a la orquesta sinfónica del Teatro Municipal de Santiago dirigida por Eduardo Browne, como también con la orquesta sinfónica de Antofagasta en las Ruinas de Huanchaca, y con la orquesta de la Universidad de Concepción en la ciudad homónima, entre muchas otras localidades del país. Estos conciertos consistieron en arreglos orquestales de parte del repertorio clásico de Congreso.
El 26 de julio de 2013 reestrenan el álbum Pichanga: Antipoemas de Nicanor Parra a 21 años de su edición original con un concierto en Matucana 100. En la misma línea, en abril de 2014 el grupo reinterpreta en vivo el álbum Pájaros de Arcilla, al celebrar los 30 años de su lanzamiento en Argentina. El disco nunca fue presentado en Chile pese a ser considerada una de las obras maestras de la banda dada la calidad y ejecución de las composiciones.
En marzo de 2015 lanzan el sencillo Fin del Show en el concierto Lollapalooza Chile, incluida en el álbum recopilatorio Legado de trovadores, y como adelanto de su próximo álbum de estudio.
Continuando con las reinterpretaciones, el grupo presentó el álbum Terra Incógnita (1975) en julio de 2016, debido a su relanzamiento en formato de disco de vinilo. Además anuncian el lanzamiento de su nuevo álbum de estudio, titulado La canción que te debía, para los próximos meses.
El 5 de enero de 2017 se presentan en el Rockodromo 2017 por primera vez tocando en conjunto con Los Jaivas, en la Plaza Sotomayor de Valparaíso, celebrando además los 100 años de Violeta Parra, en más de 3 horas de música que contó con la presencia de 15.000 asistentes.
El 25 de noviembre de 2017 se estrenó finalmente el nuevo álbum titulado La canción que te debía, en una doble función en el Teatro Oriente. Además estrenaron el videoclip del tema Premio de consuelo por Youtube, que se suma al del tema Fin del show estrenado tiempo atrás. La presentación contó con la participación de la cantante lírica Pamela Flores, y de Simón González en guitarra, hijo de Tilo. Destaca el intenso tema titulado A las Yeguas del Apocalipsis en homenaje a Pedro Lemebel. Paralelamente se lanza el libro Los Elementos: voces y asedios al grupo Congreso de Rodrigo Pincheira, transformándose en la primera obra literaria íntegramente dedicada al grupo.

### Celebración de los 50 años (2019 en adelante)

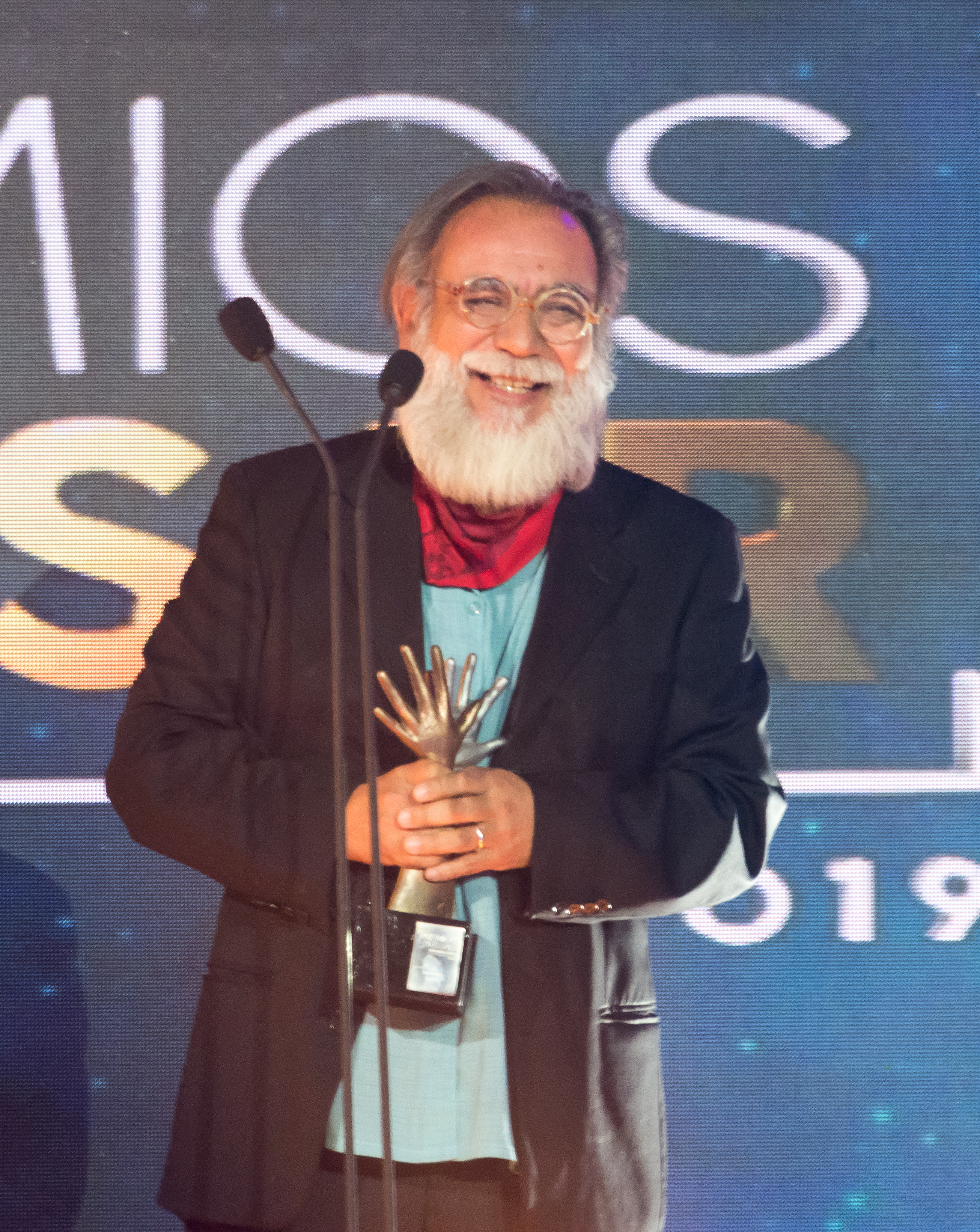
Sergio Tilo González recibiendo un Premios Pulsar en 2019.

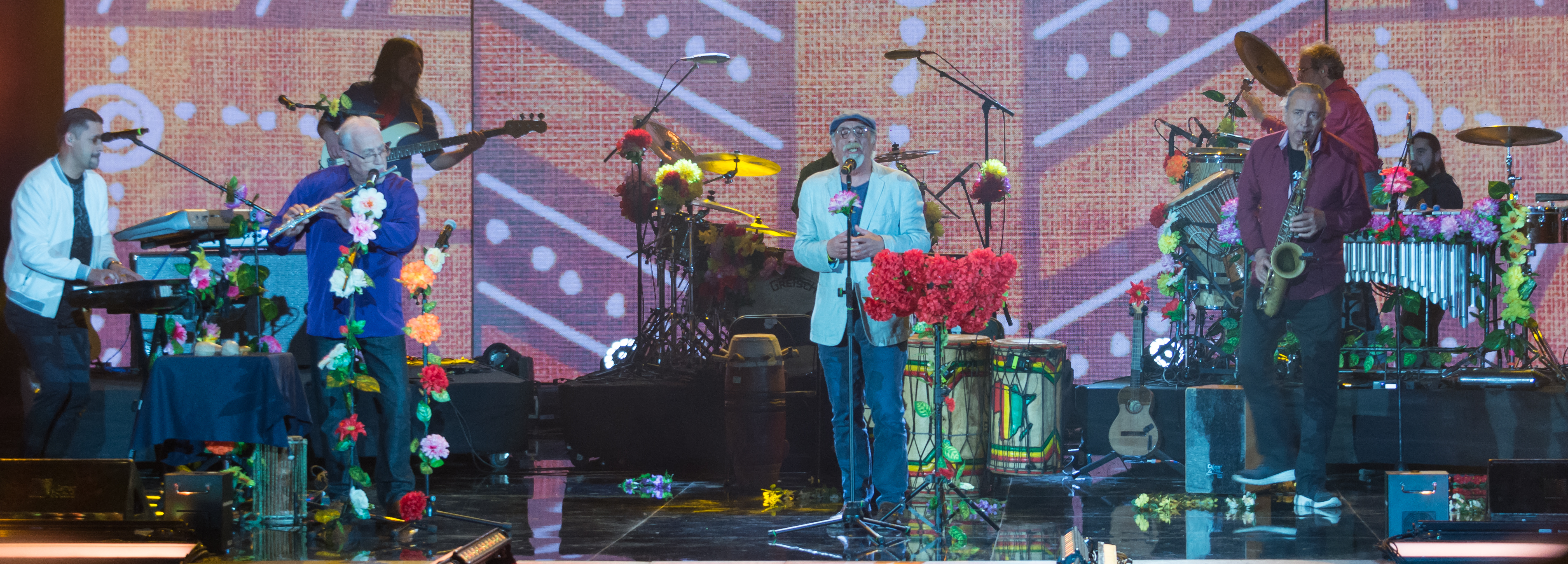
Congreso en los Premios Pulsar 2019

En 2019 para la celebración de los 50 años de la fundación de la banda, se pretende realizar una gira titulada Congreso en todas las esquinas, con el ambicioso plan de presentar 50 recitales a lo largo del país. Éstos comenzaron en enero en el Teatro Municipal de Las Condes y en el festival La Cumbre.
El sábado 27 de abril de 2019 se presentaron en el Teatro Municipal Juan Bustos Ramírez (Ex Teatro Velarde) en su natal Quilpué, para celebrar parte de sus cinco décadas de historia y, al mismo tiempo, el aniversario número 121 de la comuna, donde además se reconoció a los integrantes históricos de la banda Sergio "Tilo"González, Fernando González, Patricio González, Francisco "Pancho" Sazo, Fernando Hurtado y Hugo Pirovich, como Ciudadanos Ilustres de la ciudad, en un concierto con entradas agotadas y una fuerte presencia de sus familiares y amigos.
El 24 de agosto celebraron en el Teatro Caupolicán los exactos 50 años desde su primer concierto formal en el Teatro Velarde en Quilpué. El concierto comenzó con videos de saludos e historias de fanáticos de la banda, entre los que destacaron algunas figuras como Claudio Parra, Bororo, y Pedro Aznar. El repertorio musical recorrió toda su historia y discografía con invitados especiales para cada período de la banda, juntando a los fundadores en la primera formación de los años 70; Fernando y Patricio González, y Fernando Hurtado. A la banda de los años 80; Joe Vasconcellos, Ernesto Holman, y Ricardo Vivanco. A la de los 90 con Jorge Campos, Pajarito Araya, y referencias audiovisuales a Jaime Vivanco. Ya en relación con su última década invitaron a Magdalena Matthey y Simón González. Otros invitados fueron Isabel Parra, y Banda Conmoción. El concierto duró más de cuatro horas y se interpretaron 44 temas, y además tuvo intervenciones de marionetas, bailarines (ballet y afro), y un apoyo audiovisual permanente recorriendo también su arte y concepto. El público apoyó emocionado a cada momento el magistral recital.
| #             | Tema | Álbum | Año | Invitados | Intervenciones |
| ------------- | --- | --- | --- | --- | --- |
| Introducción: | La presentación comenzó con videos de saludos y felicitaciones de fanes y figuras públicas como Claudio Parra, Bororo y Pedro Aznar | La presentación comenzó con videos de saludos y felicitaciones de fanes y figuras públicas como Claudio Parra, Bororo y Pedro Aznar | La presentación comenzó con videos de saludos y felicitaciones de fanes y figuras públicas como Claudio Parra, Bororo y Pedro Aznar | La presentación comenzó con videos de saludos y felicitaciones de fanes y figuras públicas como Claudio Parra, Bororo y Pedro Aznar | La presentación comenzó con videos de saludos y felicitaciones de fanes y figuras públicas como Claudio Parra, Bororo y Pedro Aznar |
| 1.            | Canción por encargo | Para los arqueólogos del futuro | 1989 | | |
| 2.            | A las yeguas del Apocalípsis | La canción que te debía | 2017 | | |
| 3.            | Cacharpaya | Para los arqueólogos del futuro | 1989 | | |
| 4.            | El trapecista | Para los arqueólogos del futuro | 1989 | | |
| 5.            | A los arqueólogos del futuro | Para los arqueólogos del futuro | 1989 | | |
| 6.            | Importante | Pichanga | 1992 | | Animación en homenaje a Nicanor Parra                                                                                               |
| 7.            | El error consistió | Pichanga | 1992 | | |
| 8.            | Ya no sueño | Pichanga | 1992 | | |
| 9.            | Entonces fue cuando le preguntaron                                                                                                  | Pichanga | 1992 | | Personificación actoral de niña |
| 10.           | No se diga que somos hispanoamericanos                                                                                              | Pichanga | 1992 | | Animación en homenaje a los pueblos Mapuches                                                                                        |
| 11.           | Hay una mirada | Por amor al viento | 1995 | | |
| 12.           | Nocturno | Estoy que me muero... | 1986 | | |
| 13.           | El baile de todos | Los Fuegos del Hielo | 1992 | | Bailarín de ballet |
| 14.           | Canción del último hombre | Los Fuegos del Hielo | 1992 | | Animación en homenaje a los pueblos del extremo sur                                                                                 |
| 15.           | A los sobrevivientes | Los Fuegos del Hielo | 1992 | | |
| 16.           | Hijo del diluvio | Viaje por la cresta del mundo | 1981 | Joe Vasconcellos, Ernesto Holman y Ricardo Vivanco                                                                                  | |
| 17.           | Viaje por la cresta del mundo | Viaje por la cresta del mundo | 1981 | Joe Vasconcellos, Ernesto Holman y Ricardo Vivanco                                                                                  | |
| 18.           | Hijo del sol luminoso | Viaje por la cresta del mundo | 1981 | Joe Vasconcellos, Ernesto Holman y Ricardo Vivanco                                                                                  | |
| 19.           | Y esos ojos no me dejan de mirar | Con los ojos en la calle | 2010 | | |
| 20.           | Ángel, ¿Dónde estás? / While My Guitar Gently Weeps                                                                                 | Por amor al viento | 1995 | | |
| 21.           | Pájaros de arcilla | Pájaros de Arcilla | 1984 | Banda Conmoción (final) | |
| 22.           | Quenita, violín | Terra Incógnita | 1975 | Banda Conmoción | |
| 23.           | Maestranza de noche | El Congreso | 1971 | Fernando González, Patricio González y Fernando Hurtado                                                                             | |
| 24.           | Juego | Terra Incógnita | 1975 | Fernando González, Patricio González y Fernando Hurtado                                                                             | |
| 25.           | Tus ojitos | Terra Incógnita | 1975 | Fernando González, Patricio González y Fernando Hurtado                                                                             | |
| 26.           | El cielito de mi pieza | Congreso | 1977 | Fernando González, Patricio González y Fernando Hurtado                                                                             | |
| 27.           | Vuelta y vuelta | Terra Incógnita | 1975 | Fernando González, Patricio González y Fernando Hurtado                                                                             | |
| 28.           | Premio de consuelo | La canción que te debía | 2017 | | Videoclip |
| 29.           | La canción que te debía | La canción que te debía | 2017 | | |
| 30.           | Cero problema | Pichanga | 1992 | | Imágenes en homenaje a Jaime Vivanco                                                                                                |
| 31.           | En horario estelar | 25 años de música | 1994 | | Imágenes en homenaje a Víctor Jara                                                                                                  |
| 32.           | Un día un árbol me preguntó | Pichanga | 1994 | | |
| 33.           | El rey Midas | La canción que te debía | 2017 | Simón González | |
| 34.           | Contemplación | La canción que te debía | 2017 | Simón González | |
| 35.           | Pasillo de amor | La loca sin zapatos | 2001 | Magdalena Matthey y Simón González                                                                                                  | |
| 36.           | Canción de la Verónica | Terra Incógnita | 1975 | Isabel Parra y Simón González | |
| 37.           | El festejo de Tatana | La loca sin zapatos | 2001 | Claudio "pajarito" Araya | |
| 38.           | Con los ojos en la calle | Con los ojos en la calle | 2010 | | |
| 39.           | Heroína de Nueva York | Por amor al viento | 1995 | Jorge Campos | |
| 40.           | Viaje por una ilusión | Por amor al viento | 1995 | Jorge Campos | |
| 41.           | Mundo al revés | Con los ojos en la calle | 2010 | | |
| 42.           | En todas las esquinas | Para los arqueólogos del futuro | 1989 | | Trío de danza y percusión senegalés                                                                                                 |
| 43.           | Canción por la paz | La canción que te debía | 2017 | Todos los ex Congreso! | |
| 44.           | Con el corazón | La canción que te debía | 2017 | Todos los ex Congreso! | |
Durante noviembre realizaron la celebración de los 30 años de uno de los discos más emblemáticos de la banda Para los arqueólogos del futuro, en medio del estallido social que se vivió en Chile.
En 2020, Nano Stern, Simón González y bajo la dirección sinfónica de Francisco Núñez, realizan el álbum homenaje a Congreso titulado Ya es tiempo, el cual cuenta con trece arreglos de temas emblemáticos de la banda. Ese mismo año Congreso libera el sencillo La Plaza de los sueños y al año siguiente Rock and roll de los misterios en lo que significó el regreso a los escenarios luego de la pandemia.
El 28 de diciembre de 2021 fallece Patricio González a los 72 años, fundador y miembro de la agrupación entre 1969 y 2000.
En septiembre de 2022 lanzan su nuevo álbum de estudio titulado Luz de flash.

## Legado
Aunque el trabajo de Congreso raras veces ha encontrado el eco masivo, su perseverancia y la solidez de su sonido le han permitido sobrevivir durante más de cuatro décadas, enfrentando la falta de espacios tras la llegada de los militares, la permanente deserción de integrantes y la escasa difusión para su compleja fórmula musical. Con una serie de recesos en su historia, Congreso ha escrito su nombre en la historia de la música popular chilena, con una fundamental fusión que, pese a todo, se mantiene vigente y saludable, gozando de un enorme respeto en la comunidad musical. El estilo del grupo, que ellos mismos nombran como la "Nueva Música Latinoamericana", no solo ha fusionado estilos, sino que ha definido y creado un referente indiscutido en la música popular chilena y latinoamericana. Por su formación han pasado varios de los más destacados instrumentistas del país. Por todo esto representan una de las agrupaciones musicales más fundamentales de la historia de la música chilena.
Giras por todo el país y el extranjero le han permitido compartir el escenario con artistas de la talla de Peter Gabriel, Sting, Rubén Blades, Wynton Marsalis, Sinéad O'Connor, Mercedes Sosa, Milton Nascimento, Fito Páez, Pedro Aznar, Alas, León Gieco, Lenine, Ed Motta, Rubén Rada, Inti-Illimani, Quilapayún, Los Jaivas, Magdalena Matthey, Ángel Parra, Isabel Parra, y Eduardo Gatti entre muchos otros artistas chilenos y extranjeros. Además han realizado extensas giras por Norteamérica, Latinoamérica y Europa. Han participado en eventos como Desde Chile... un abrazo a la esperanza de Amnistía Internacional, Chile, Exposición Universal de Sevilla (1992) en España, Festival de Música Latinoamericana, París, Francia, en la inauguración del Parlamento Latinoamericano en São Paulo, Brasil, Festival Internacional de las Artes de Sucre, Costa Rica, Festivales en Montreal y Toronto, Canadá, Feria Mundial de Lisboa, Portugal, Teatro Opera de Colonia, Alemania y en diciembre del 2001 participan en el mercado cultural "Strictly Mundial" en Salvador de Bahía, Brasil. Además han realizado extensas giras por Norteamérica, Latinoamérica y Europa.

## Miembros
Miembros actuales
- Sergio "Tilo" González – composición, batería, percusión, piano, guitarras (1969–presente)
- Francisco Sazo – letras, voces, percusión, trutuca, tarkas, flauta, instrumentos de vientos (1969–1980; 1986–presente)
- Hugo Pirovich – flautas, saxofón, oboe, percusión, coros (1977–presente)
- Jaime Atenas – saxofones, flauta, clarinete (1984–presente)
- Raúl Aliaga – percusión clásica y étnica, marimba, congas (1992–presente)
- Sebastián Almarza – piano, teclados, voces (2003–presente)
- Federico Faure – bajo eléctrico y acústico, contrabajo (2006–presente)

Miembros anteriores
- Fernando González – composición, guitarras (1969–1992)
- Patricio González – violonchelo, charango, guitarras, bajo acústico, percusión (1969–2000)
- Fernando Hurtado – bajo, voces (1969–1978)
- Renato Vivaldi – flautas (1975–1979)
- Arturo Riesco – percusión (1977–1978)
- Aníbal Correa – piano (1980–1985)
- Ernesto Holman – bajo (1980–1985)
- Joe Vasconcellos – voces, percusión (1980–1985)
- Ricardo Vivanco – percusión (1980–1991)
- Carlos Gana – bajo (1985)
- Jaime Vivanco – piano, teclados, sintetizadores (1986–2003)
- Jorge Campos – bajo, contrabajo, guitarras, programación, voces (1986–2006)
- Claudio "Pajarito" Araya – guitarras, percusión (2001–2004)

## Discografía

### Álbumes de estudio
- 1971 - El Congreso
- 1975 - Terra Incógnita
- 1977 - Congreso
- 1978 - Misa de Los Andes
- 1981 - Viaje por la cresta del mundo
- 1982 - Ha llegado carta
- 1984 - Pájaros de Arcilla
- 1986 - Estoy que me muero...
- 1989 - Para los arqueólogos del futuro
- 1990 - Aire Puro
- 1992 - Los Fuegos del Hielo
- 1992 - Pichanga: profecías a falta de ecuaciones
- 1995 - Por amor al viento
- 2001 - La loca sin zapatos
- 2010 - Con los ojos en la calle
- 2014 - Sinfónico
- 2017 - La canción que te debía [24][9]
- 2022 - Luz de flash

### Álbumes en vivo
- 1987 - Gira al Sur (reeditado en 2000 bajo el nombre "Congreso en vivo")
- 1994 - 25 Años de Música
- 1998 - Congreso en vivo / Montreal, Octubre 1998
- 2004 - Congreso de Exportación: la historia de un viaje
- 2012 - Congreso a la carta[3]

## Premios
- 1971 - Reciben un premio en el Festival de la Nueva Canción Chilena, en el Teatro Municipal de Santiago.
- 1982 - Grupo del Año, Revista Estreno, periódico La Tercera.
- 1985 - Premio en el año Internacional de la Juventud, otorgado por su ciudad de origen, Quilpué.
- 1987 - Premio mejores del '87, realizado en el Teatro Cariola, organizado por Radio Umbral.
- 1988 - Disco de Oro por Los Arqueólogos del Futuro.
- 1989 - Mejor Grupo Musical, Premio APES.
- 1990 - Nominados por Mejor Grupo y Disco del Año (APES).
- 1990 - Laurel de Oro, Mejor Grupo Musical.
- 1991 - Mejor Videoclip, Premio APES.
- 1991 - Gaviota de plata como mejor grupo nacional en el XXXII Festival de Viña del Mar, Chile.
- 1992 - Aire puro aparece en primer lugar de septiembre y quinto lugar de octubre en el Top 30 de la Radio Latina de París.
- 1994 - Reconocimiento del gobierno chileno, a través del Ministerio de Educación, como el Grupo Rock con la Mejor Trayectoria.
- 2001 - Medalla de Oro como reconocimiento a su trayectoria de la Cámara de Diputado de Chile, entregada en el plenario del parlamento del Congreso Nacional en Valparaíso, Chile.
- 2002 - Premio UNICEF otorgado por el Consejo Nacional de la Música de Chile.
- 2004 - Nominados a Premio Altazor género "Música Alternativa - Jazz" por el disco "Congreso de Exportación".
- 2005 - Antorcha de Plata por su actuación en el XLVI Festival Internacional de la Canción de Viña del Mar.
- 2006 - Premio Presidente de la República 2006, categoría Música Popular.
- 2010 - Premio de la Crítica Círculo de Críticos de Arte de Valparaíso por su disco “Con los ojos en la calle”.
- 2011 - Premio Gobierno Regional de Valparaíso por la trayectoria de 40 años de vida musical.
- 2018 - Premio Pulsar 2018 al mejor álbum del año por La canción que te debía.

## Actuaciones destacadas
- Festival de la Nueva Canción Chilena en el Teatro Municipal. Santiago, Chile (1971).
- Primer Festival de Rock Progresivo en la Quinta Vergara. Viña del Mar, Chile (1971).
- Feria de Artesanía y Festival de la Canción de Viña del Mar en la Quinta Vergara. Viña del Mar, Chile (1972).
- Concierto junto a Alas en el Teatro Coliseo de Buenos Aires. Buenos Aires, Argentina (1974).
- Semana de la Cultura de la Paz en el Teatro Caupolicán, Santiago de Chile.
- Primer Encuentro de Música Contemporánea en el Estadio La Reina, Santiago, Chile (1982).
- Concierto en el Teatro Caupolicán de Santiago, Chile (1984).
- Concierto en el Court Central del Estadio Nacional de Chile donde presentan su disco "Pájaros de Arcilla" (1984)
- Concierto celebración de los quince años de Congreso, Aula Magna Escuela de Derecho de la Universidad de Valparaíso y Teatro Cariola de Santiago (1985).
- Concierto Lanzamiento disco "Estoy que me muero" en el Aula Magna de la Universidad de Valparaíso y en el Teatro California de Santiago. (1986)
- Gira al Sur, (Alerce), un disco doble de Congreso en vivo, se graba durante una gira por Chile. (1987)
- "Jornada musical por la paz", Estadio Universitario de Concepción, Chile.
- Despedida de Chile, Teatro Universidad Técnica Federico Santa María de Valparaíso, y Teatro Cariola de Santiago, Chile. (1988)
- Concierto en el Teatro Cervantes de Punta Arenas. Magallanes, Chile (1988)
- Gira por Canadá - octubre a diciembre: Montreal, Quebec, Edmonton, Calgary, y Regina. (1988)
- Concierto "Para el nuevo tiempo" junto a Quilapayún en el Estadio Santa Laura, Chile. (1989)
- Celebración de los 20 años con conciertos que incluyen Danza y Audiovisuales (1989)
- Festival Americanto - Mendoza, Argentina (1990)
- Concierto Desde Chile... un abrazo a la esperanza de Amnistía en el Estadio Nacional de Santiago, junto con los artistas Peter Gabriel, Sting, Sinead O'Connor, Rubén Blades, Wynton Marsalis, e Inti-Illimani. (1990)
- Inauguración de ENART '90, con la Orquesta de la Universidad de Santiago. Santiago, Chile (1991)
- Concierto con la Orquesta Universidad de Santiago en el Teatro Municipal. Viña del Mar. (1991)
- Concierto con el grupo Inti-Illimani, Estadio Chile. Santiago, Chile (1991)
- Festival de la Canción de Viña del Mar 1991. Viña del Mar, Chile. (1991)
- Los Fuegos del Hielo se presenta CONGRESO y el Ballet Santiago en el Teatro Municipal de Santiago, y después en el Festival Itálica en Sevilla. (1992)
- Exposición Universal de Sevilla (1992). Sevilla, España. (1992)
- Inauguración del Parlamento Latinoamericano, junto con los artistas latinos Mercedes Sosa, Milton Nascimento y Rubén Rada. Sao Paulo, Brasil (1992)
- Participan en el Programa de televisión mexicano "Y Vero América Va". (1993)
- Conciertos en el Teatro del Châtelet. París, Francia (1993)
- Gira por Estados Unidos: Museo Americano de Historia Natural (NYC); SOB`s (NYC); Univ. Cornell ( Ithaca);U. de Illinois (Chicago); Vieja Escuela de Música Folk (Chicago); Univ. Wayne St. (Detroit); U. de Michigan (Ann Arbor); The Ark (Ann Arbor); Univ. Grand Valley St. (Grand Rapids). (1993)
- Inauguración del Parlamento Latinoamericano en Sao Paulo, Brasil. (1994)
- Festival Internacional de las Artes - San José, Costa Rica. (1994)
- 25 años de música (EMI ODEON), se graba en vivo en un concierto con artistas invitados como León Gieco, Inti-Illimani, Isabel Parra, Eduardo Gatti, Joe Vasconcellos, Ernesto Holman y Fernando González. (1994)
- Museo de Historia Natural, organizado por las Naciones Unidas - Nueva York, EE. UU. (1995)
- Festival Internacional de las Artes- Bolivia. (1996)
- Festival Latinoamericano - Arica, Chile. (1997)
- Gira por las Universidades del Norte y Sur de Chile. (1997)
- Gira por el lado Este de EE.UU y Canadá. (1997)
- Concierto en Muelle Prat de Valparaíso, ante 10 000 espectadores, en bienvenida al "Barco de la Esperanza" NIPPON MARU, viajando desde Japón con más de 300 estudiantes de todo el mundo. (1998)
- Concierto para los Estudiantes Universitarios del MERCOSUR, Teatro Municipal de Viña del Mar, Chile. (1998)
- Feria Mundial de Lisboa, Portugal.(1998)
- Gira por el lado Oeste de Estados Unidos presentaciones en San Francisco, Los Ángeles, Oregón y Spokane. (1998)
- Teatro Opera de Colonia, Alemania. (2000)
- Carnaval de las artes de Valparaíso, Chile. (2001)
- Concierto con el grupo "Editus" de Costa Rica en el Teatro Oriente de Santiago, Chile. (2001)
- Actuación en el Mercado Cultural "Strictly Mundial" en Salvador de Bahía, Brasil. (2001)
- Concierto "La música está de fiesta" junto a Pedro Aznar, Estadio Víctor Jara, Chile. (2002)
- Conmemoración de los 110 años del poeta Vicente Huidobro junto a Los Jaivas en Cartagena, Chile. (2003)
- Festival del Huaso de Olmué. (2003)
- "En honor a Jaime Vivanco". Casa de la Cultura de Ñuñoa, Santiago. (2003)
- Gira a Estados Unidos actuaciones en Helena, Montana, Lincoln, Nebraska, San Antonio, Texas, Berkeley, San Francisco y Nueva Orleans, Luisiana. (2003)
- Presentación en el Festival de Viña del Mar 2005.
- "Congreso: Todos estos años" (Concierto que reunió a todos los músicos que alguna vez han integrado la banda, excepción hecha del fallecido Jaime Vivanco, desde 1971 a 2007). Estación Mapocho. (2007)
- Congreso 40 años: junto a la orquesta sinfónica del teatro municipal de Santiago. Teatro Municipal de Santiago (2009)
- Congreso a la carta. Concierto compuesto con canciones del grupo a través de una votación en internet. Centro Cultural Matucana 100. (2012)
- Pájaros de Arcilla. Celebración de los 30 años del lanzamiento del álbum, primera vez interpretado en Chile por completo. (2014)
- Presentación del show “Parra 100pre” en el Teatro Municipal de Santiago, celebrando los 100 años del poeta Nicanor Parra. (2014)
- Festival Lollapalooza Chile (2015)
- Celebración de los 41 años y relanzamiento en vinilo de Terra Incógnita. Teatro Oriente (2016).
- Rockódromo 2017, 100 años de Violeta Parra junto a Los Jaivas. Plaza Sotomayor, Valparaíso (2017).
- Lanzamiento del álbum La canción que te debía, en función doble en el Teatro Oriente. (2017)